# Tuindecoratie

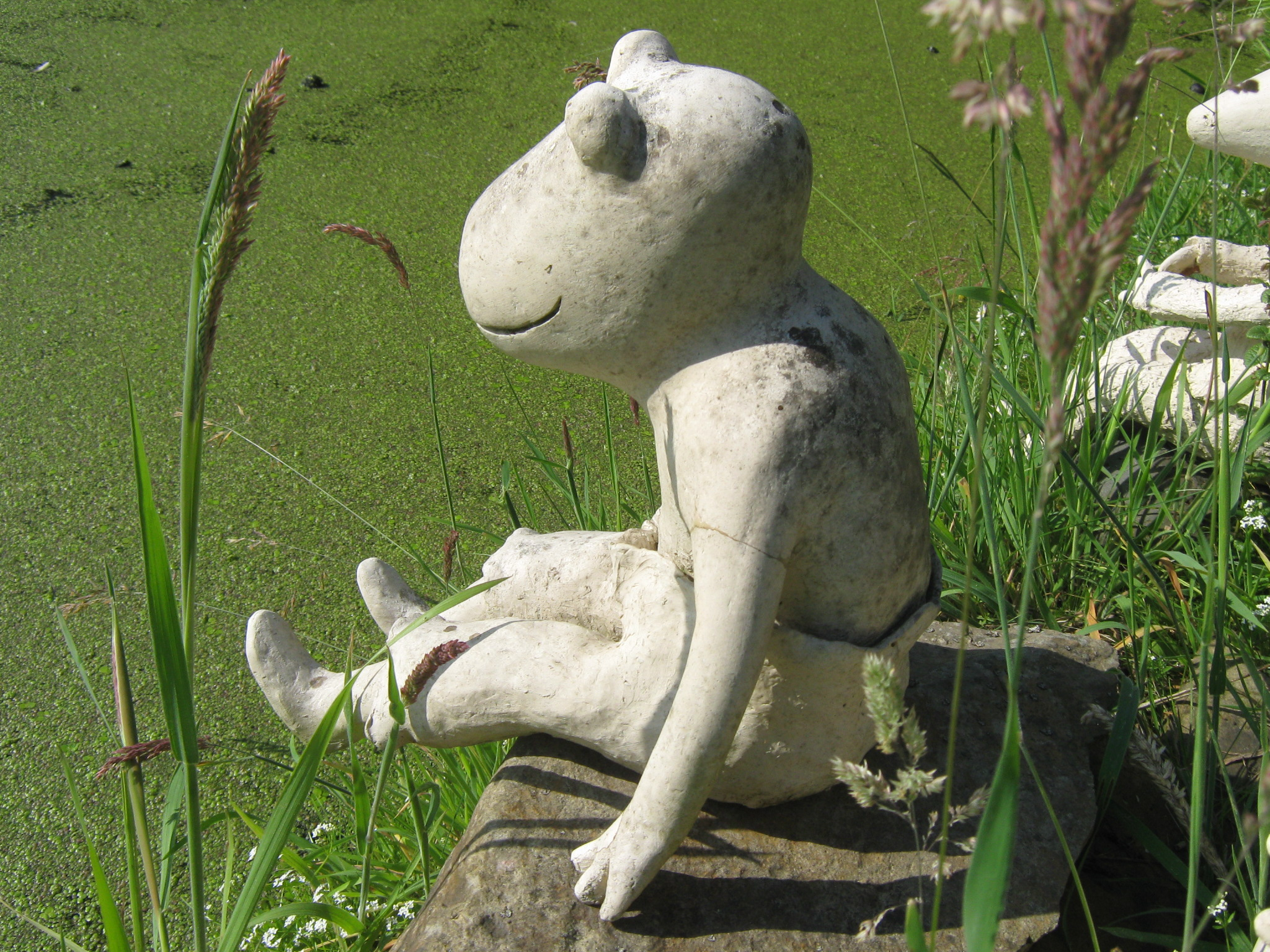
Decoratie in een tuin in de Krimpenerwaard (kikker aan de slootkant)

Tuindecoratie (ook tuinversiering genoemd) is een verfraaiing die door de mens in tuinen is aangebracht.
Tuindecoraties kunnen tuinkabouters, sculpturen enz. zijn, maar ook de decoratieve vormgeving van tuinelementen zoals rozenbogen, trellis (latwerk) en sierpotten wordt ertoe gerekend.
Het spectrum reikt van kunst tot kitsch. In kunstzinnige zin wordt ook wel gesproken over een tuinsieraad.

## Afbeeldingen

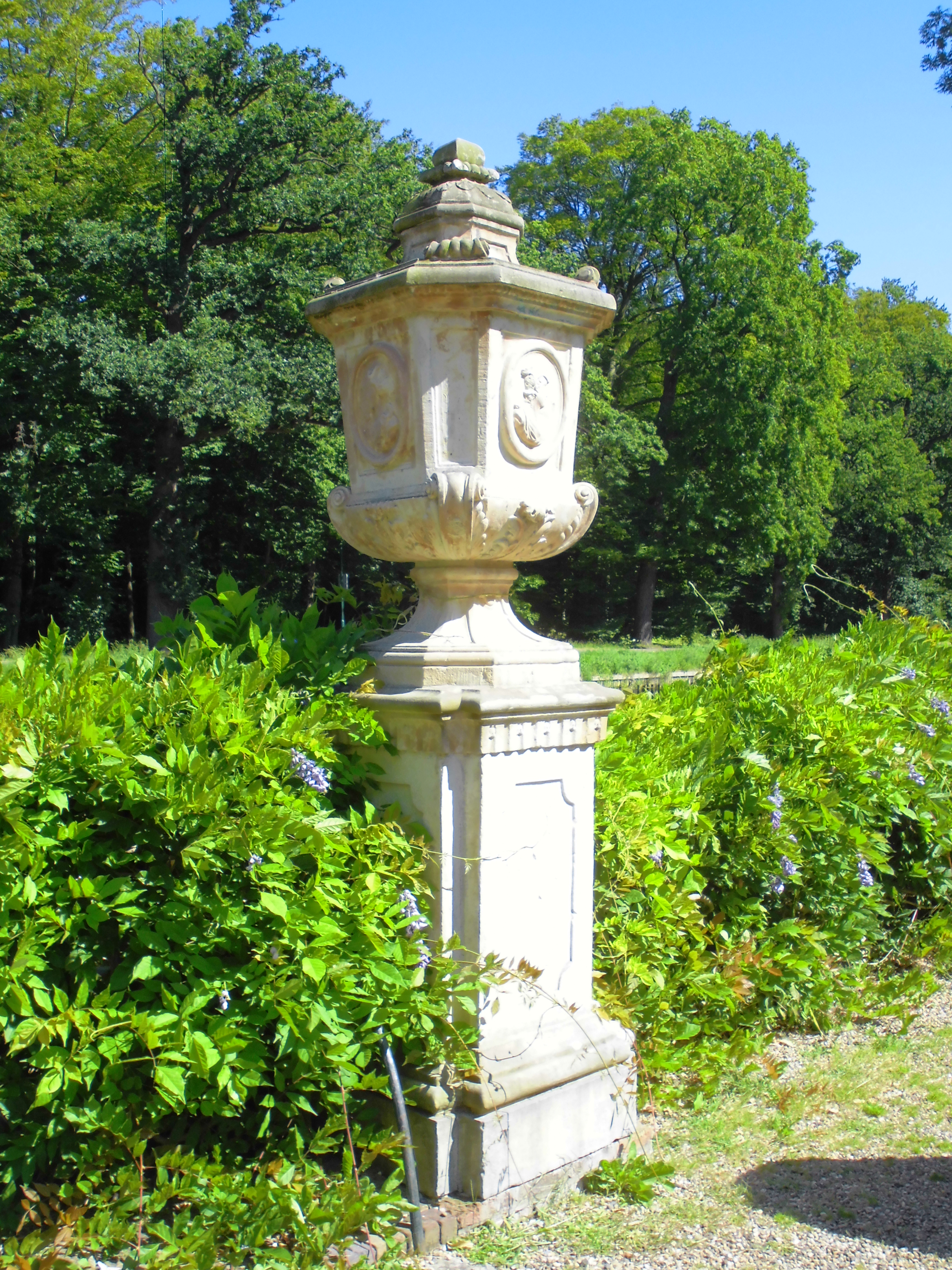
Tuinsieraad uit omstreeks 1700
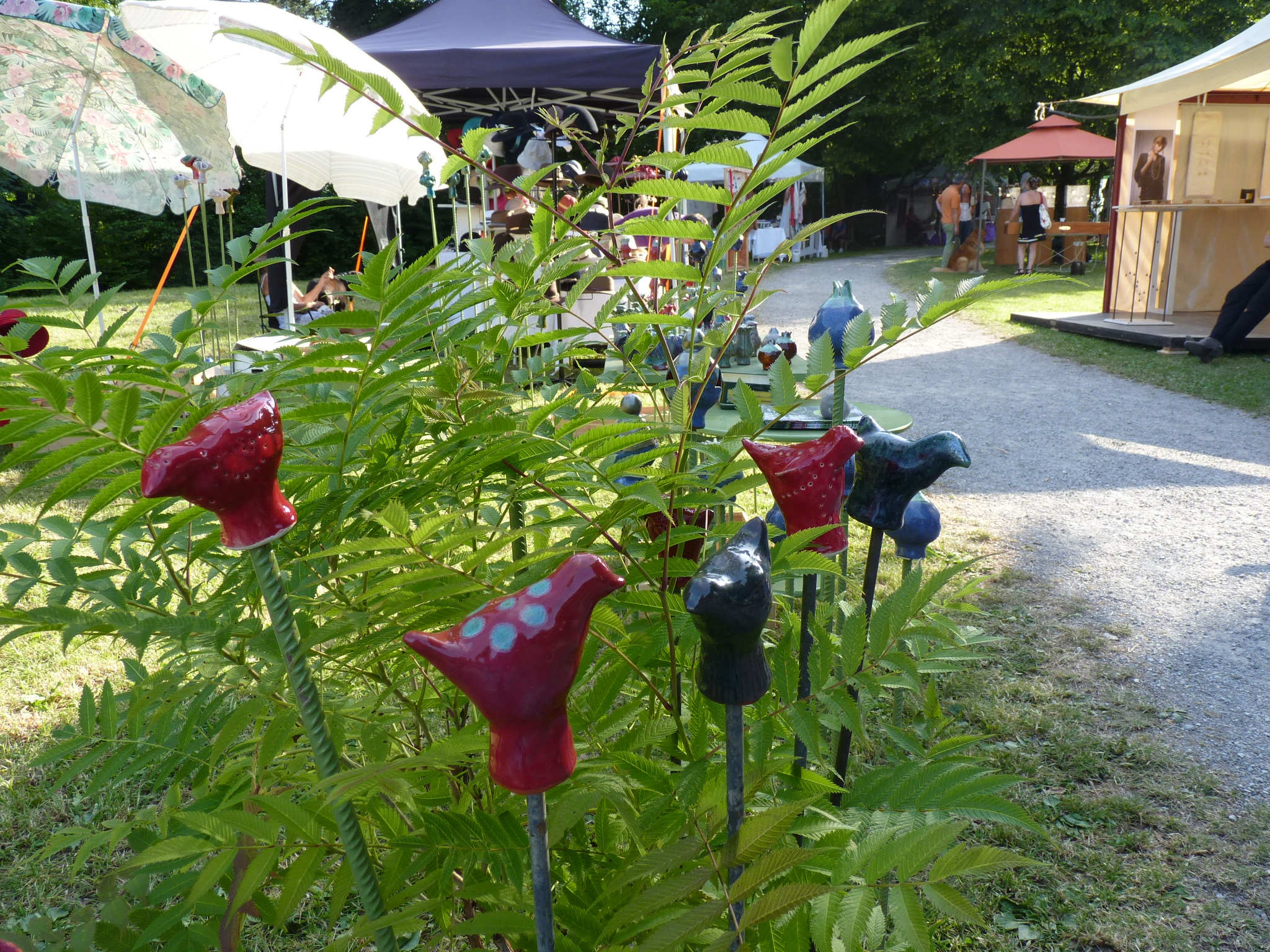
Tuindecoratie op een ambachtelijke markt
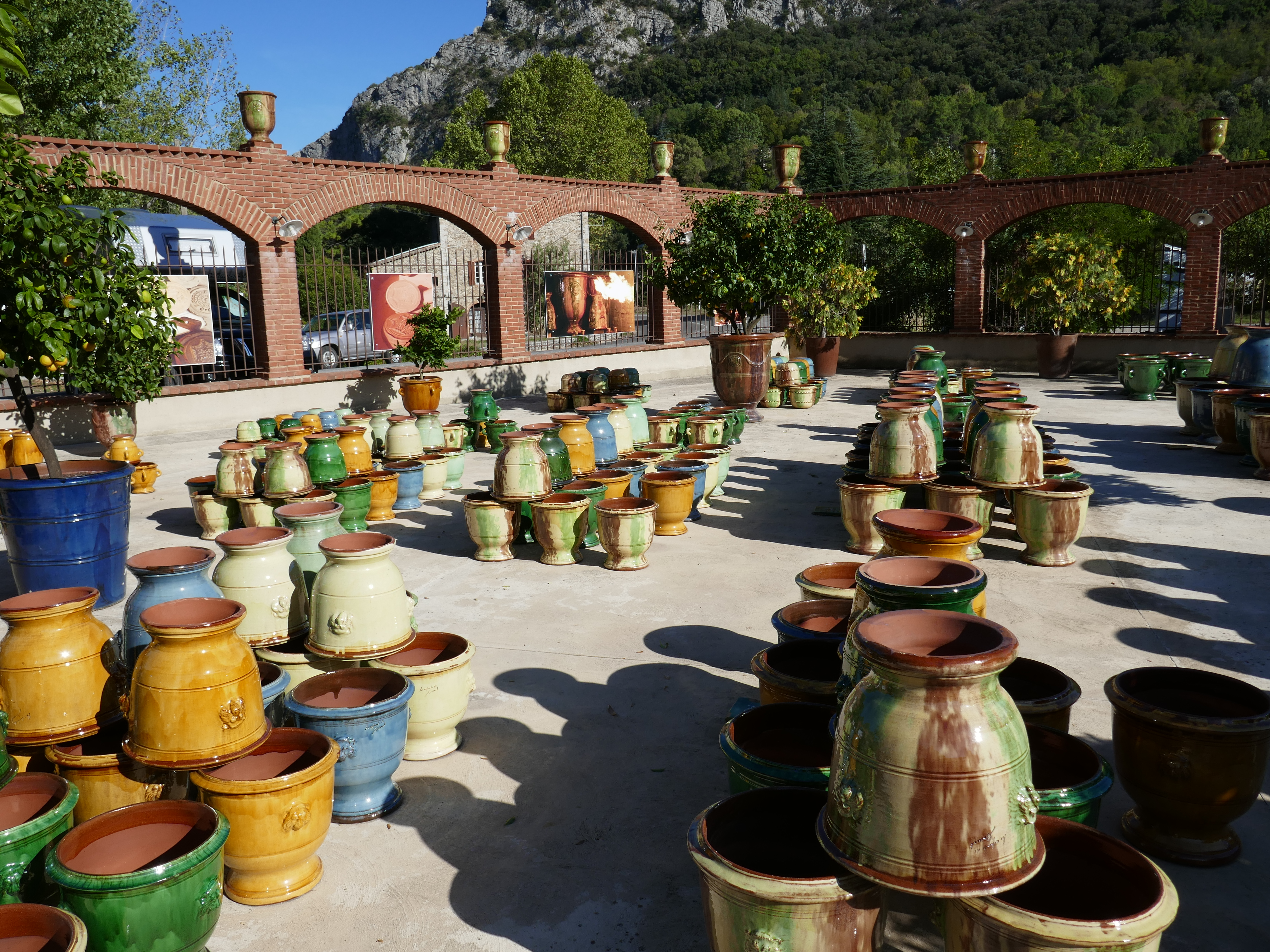
Anduze-vazen